# Georg Simon (Politiker)

Georg Simon

Georg Simon (* 25. Januar 1872 in Augsburg; † 25. Juni 1944 in Stadtbergen) war ein deutscher Politiker (SPD).

## Leben und Wirken
Georg Simon wurde geboren als Sohn des Spezereihändlers Matthäus Simon und dessen Frau Margarethe geborene Götz. Seine Schwester war die hessische SPD-Landtagsabgeordnete Christina Noll. Nach dem Besuch der Volksschule in Augsburg in den Jahren 1878 bis 1886 absolvierte Simon bis 1889 eine Tischlerlehre. Ergänzend dazu besuchte er die Fortbildungsschule in Augsburg. Danach übte er seinen Beruf einige Jahre lang als Wandergeselle in Deutschland, Österreich und der Schweiz aus. Um 1892 wurde Simon Mitglied der SPD. 1906 heiratete er. Im selben Jahr trat er in die Redaktion der Schwäbischen Volkszeitung in Augsburg ein, dem Organ der SPD in Augsburg und Schwaben. Von 1908 bis 1912 war Simon Gemeindebevollmächtigter der Stadt Augsburg. 1910 wurde er Vorsitzender der SPD in Augsburg. In den Jahren 1912 bis 1919 gehörte er dem Magistratsrat in Augsburg an.
Im Januar 1919 wurde Simon in die Weimarer Nationalversammlung gewählt, in der er bis zum Zusammentritt des ersten Reichstags der Weimarer Republik im Juni 1920 den Wahlkreis 24 (Oberbayern-Schwaben) vertrat. Danach saß er sechs Legislaturperioden lang – vom Juni 1920 bis zum November 1932 – im Reichstag. Im Parlament vertrat er den Wahlkreis 27 bzw. – nach einer Neudurchnummerierung der Wahlkreise im Jahr 1924 – 24 (Oberbayern-Schwaben). Daneben gehörte Simon von 1919 bis 1930 im Stadtrat von Augsburg an.
Am 11. Mai 1933, wenige Wochen nach dem Machtübernahme der Nationalsozialisten, wurde Simon auf Anordnung des Augsburger Kreisleiters Schneider verhaftet.